# Fundação Eng. António de Almeida
A Fundação Eng. António de Almeida MHIH é uma fundação portuguesa é uma instituição particular de utilidade pública geral, em particular nas áreas da arte e da educação, reconhecida oficialmente a 5 de Maio de 1969.

## História
Esta Fundação foi criada por disposição testamentária do Eng. António de Almeida, falecido em 9 de Outubro de 1968, na cidade do Porto, onde viveu, desde o ano de 1910. O Eng. António de Almeida nasceu em Vila Real, a 5 de Novembro de 1891. Oriundo de família não abastada, licenciou-se, em 1915, em Engenharia, na então Faculdade de Ciências da Universidade do Porto, com a alta classificação de 18 valores. Exerceu a sua profissão de engenheiro apenas por um curto período de tempo, porque o seu primo Dr. José Ribeiro Espírito Santo solicitou a sua colaboração na gerência conjunta do Banco Espírito Santo, o que ocorreu em 1921. O Eng. António de Almeida, a partir dessa data, ficou com a especial responsabilidade da gerência da filial do Banco na cidade do Porto, sediada em edifício que ele próprio projectara. Exerceu até ao seu falecimento a actividade de banqueiro e de grande empresário.
Foi primeiro Presidente da Fundação o seu primo Dr. Manuel Ribeiro Espírito Santo que veio a falecer em 1973. Assumiu, então, a presidência, conforme ficou estipulado no testamento do Eng. António de Almeida, o Doutor Fernando Aguiar-Branco que se manteve como Presidente do Conselho de Administração até 28 de janeiro de 2021, data do seu falecimento.
A 14 de Novembro de 1994 foi galardoada com o grau de Membro-Honorário da Ordem do Infante D. Henrique.

## Actividades
A Fundação Eng. António de Almeida possui um Museu onde se reúnem as várias peças coleccionadas pelo instituidor: mobiliário, ourivesaria, têxteis, porcelanas, pinturas, relojoaria e moedas. Estas últimas constituem uma importante colecção numismática, fundamentalmente composta por peças de ouro de origem grega, romana, bizantina, francesa e portuguesa. Nesta Casa-Museu, conforme vontade do instituidor, manteve-se tanto quanto possível, o aspecto de casa de habitação familiar e a decoração existente.

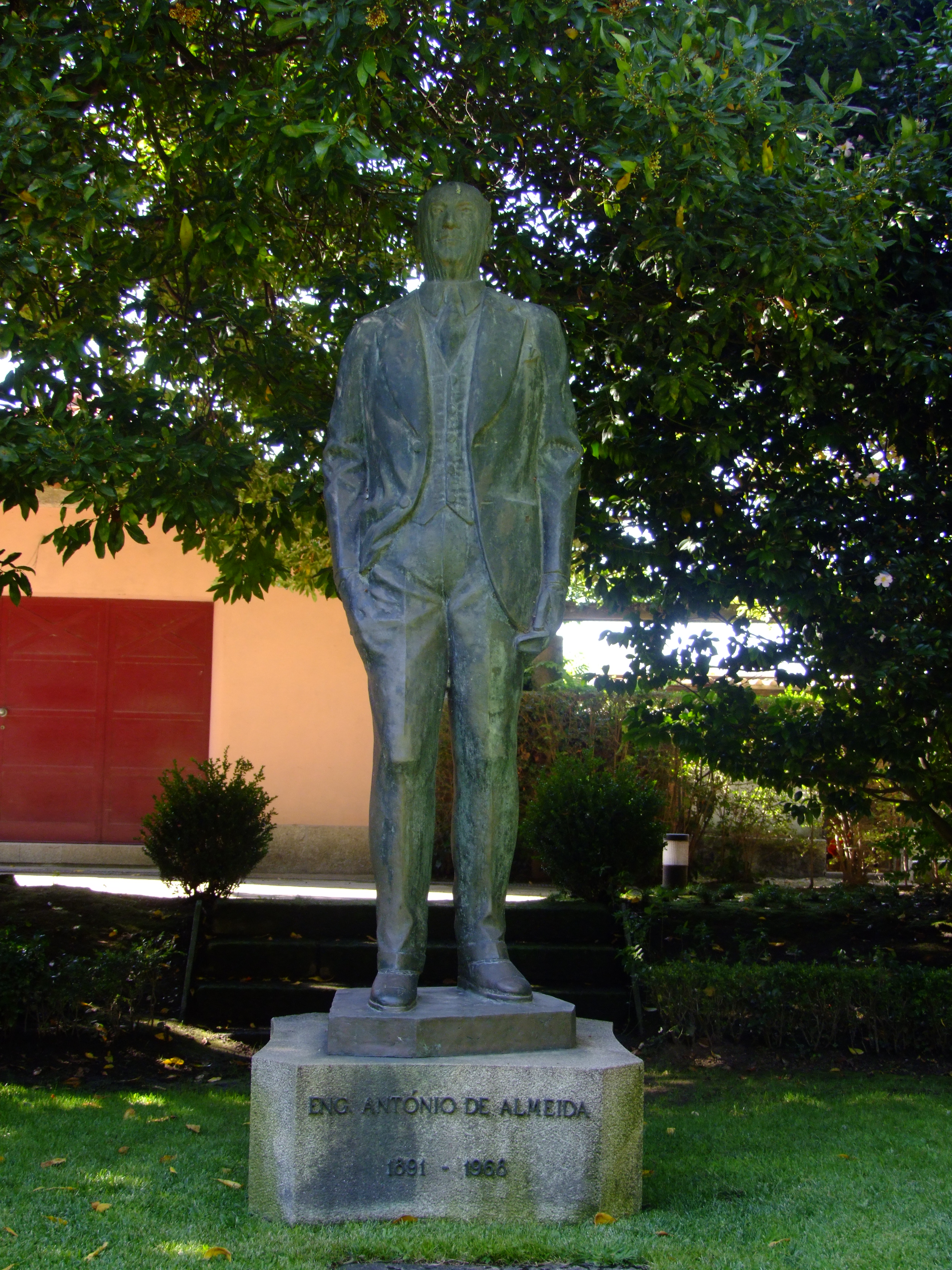
Estátua do Eng. António de Almeida por Salvador Barata Feyo.

A Fundação tem desenvolvido uma actividade intensa sobretudo nas áreas da arte e da educação, nomeadamente através de colóquios, conferências, exposições e recitais de música, com a intervenção de intelectuais e artistas nacionais e estrangeiros; possuindo espaços próprios para o efeito, dos quais se destaca um edifício denominado Auditório.
Para divulgar e radicar, no plano internacional, a cultura portuguesa, a Fundação doou: em 1985, à cidade de Durban um busto em bronze de Fernando Pessoa; outro, em 1988, à cidade de São Paulo e ainda, outro, em 1989, à cidade de Bruxelas.
À cidade do Porto, a Fundação doou: em 1989, a estátua em bronze de Guilhermina Suggia; em 1991, a estátua em granito de D. António Ferreira Gomes; em 2009, a estátua em bronze de Abel Salazar; e, em 31 de Janeiro de 2011, uma estátua, em bronze, figurativa da República Portuguesa, comemorativa do seu centenário.
Em todas as suas actividades, respeitando em absoluto o pluralismo de ideias, afirma o humanismo personalista e propõe-se contribuir para a formação do homem-pessoa em ordem a dotá-lo com as virtudes da coragem, do trabalho, da honestidade, da tolerância e do saber inteligente para que surjam, assim, um humanismo fraterno e uma sociedade onde caibam efectivamente todos os seres humanos.
Tem, ainda, a preocupação de revelar e premiar o mérito e, por isso, instituiu o prémio denominado "Eng. António de Almeida" que é atribuído, anualmente, ao licenciado que obtenha a classificação mais elevada e sempre igual ou superior a 16 valores, em algumas instituições de ensino superior. A Fundação tem instituído prémios escolares, sobretudo nas Universidades do Porto, do Minho, Trás-os-Montes e Coimbra. Tem editado teses de mestrado e de doutoramento; e obras de literatura, de arte, de sociologia e de história.
Já doou mais de 250 mil livros e revistas às bibliotecas nacionais e a algumas estrangeiras e também leitores de português espalhados pelo mundo.
«São bem conhecidos os serviços prestados pela Fundação Eng. António de Almeida à sociedade, à cultura e à ciência, em Portugal e no Mundo tendo sempre como princípio orientador a causa de justiça e da verdade no respeito pela liberdade e dignidade dos homens. A promoção e apoio de conferências, colóquios, exposições, simpósios; a edição de revistas e monografias científicas; o impulso dado ao intercâmbio com organizações internacionais como a UNESCO e outros centros de investigação não podem fazer esquecer o estímulo dado à formação cultural e científica da juventude universitária portuguesa através do Prémio Eng. António de Almeida, prémio de excelência que já foi atribuído até hoje a mil e cem licenciados das Universidades de Trás-os-Montes e Alto Douro, Minho, Porto e Coimbra, de algumas Faculdades da Universidade Clássica, da Universidade Portucalense, de alguns Institutos Politécnicos, da Escola Superior de Belas Artes e de Música bem como do Conservatório de Música do Porto.» Deliberação do Conselho Científico da Faculdade de Letras da Universidade de Coimbra, em Sessão de 29 de junho de 2000.